# Associazione Sportiva Pro Recco 2012-2013

## Rosa
| N° |                   | Ruolo | Giocatore         |
| -- | ----------------- | ----- | ----------------- |
|    | Italia (bandiera) | P     | Stefano Tempesti  |
|    | Italia (bandiera) | P     | Giacomo Pastorino |
|    | Italia (bandiera) | D     | Andrea Fondelli   |
|    | Italia (bandiera) | D     | Deni Fiorentini   |
|    | Italia (bandiera) | D     | Massimo Giacoppo  |
|    | Italia (bandiera) | D     | Niccolò Gitto     |
|    | Italia (bandiera) | D     | Andrea Mangiante  |

| N° |                     | Ruolo | Giocatore        |
| -- | ------------------- | ----- | ---------------- |
|    | Italia (bandiera)   | CV    | Stefano Luongo   |
|    | Italia (bandiera)   | CV    | Maurizio Felugo  |
|    | Ungheria (bandiera) | A     | Norbert Madaras  |
|    | Italia (bandiera)   | A     | Niccolò Figari   |
|    | Italia (bandiera)   | A     | Pietro Figlioli  |
|    | Italia (bandiera)   | CB    | Matteo Aicardi   |
|    | Italia (bandiera)   | CB    | Federico Lapenna |

## Risultati

### Serie A1

#### Girone di andata
| Arbitri: | Bianco Savarese |

|                                          |           |                                                                                        |
| Bagnoli - A. Caliogna - Lerman - Mann: 1 | Marcatori | 3: Figlioli 2: Felugo - Lapenna - Madaras 1: Aicardi - A. Fondelli - Giacoppo - Luongo |

| Arbitri: | Pascucci Saeli |

|                                                                                     |           |                                                                |
| Figlioli: 3 D. Fiorentini - Madaras: 2 Aicardi - Felugo - A. Fondelli - N. Gitto: 1 | Marcatori | 3: Español - Molina 2: Lapenna - Pagani 1: Bini - F. Di Fulvio |

| Arbitri: | Colombo Pinato |

|                                                         |           |                                                                                                |
| Sekulić: 2 Bettini - Boero - Camilleri - A. Di Somma: 1 | Marcatori | 3: Felugo 2: Aicardi - Giacoppo - Luongo - Madaras 1: D. Fiorentini - A. Fondelli - F. Lapenna |

| Arbitri: | Bianchi Scappini |

|                                                                                     |           |                                                             |
| Figlioli - Madaras: 2 Felugo - Figari - D. Fiorentini - A. Fondelli - F. Lapenna: 1 | Marcatori | 3: Petković 1: Danilovic - Di Costanzo - Gambacorta - Märcz |

| Arbitri: | Caputi Severo |

|                                                      |           |                                                                                     |
| Kovács: 2 Baraldi - Gallo - Renzuto Iodice - Saccoia | Marcatori | 3: Giacoppo - Madaras 2: Figari - Figlioli 1: Aicardi - D. Fiorentini - A. Fondelli |

| Arbitri: | Colombo Paoletto |

|                                                                   |           |                                                           |
| Aicardi - S. Luongo - Felugo: 2 Figari - Giacoppo - F. Lapenna: 1 | Marcatori | 3: Rizzo 2: Janović 1: L. Bianco - Mistrangelo - Petrović |

| Arbitri: | Ceccarelli Centineo |

|                                                                                                  |           | |
| Colosimo: 3 M. Gitto: 2 Di Rocco - Latini - Leporale - Mandolini - Sebastianutti - Vittorioso: 1 | Marcatori | 4: Figlioli 3: Madaras 2: Aicardi - Felugo - Figari - D. Fiorentini - F. Lapenna 1: N. Gitto - S. Luongo - Mangiante |

| Arbitri: | Collantoni Ricciotti |

|                                                                                |           |                                                |
| Aicardi - Figlioli: 3 S. Luongo: 2 Felugo - Figari - F. Lapenna - Mangiante: 1 | Marcatori | 3: Astarita - M. Luongo 1: Ercolano - Klikovac |

| Arbitri: | Centineo Monnis |

|                                           |           |                                                                                              |
| Beggiato - Bruni: 2 Cambiaso - Trebino: 1 | Marcatori | 5: Figlioli 3: F. Lapenna 2: S. Luongo 1: Giacoppo - N. Gitto - Madaras - Mangiante - Squeri |

| Arbitri: | Caputi Taccini |

|                                                                        |           |                                                                      |
| Elez: 4 C. Presciutti: 2 R. Calcaterra - G. Fiorentini - Giorgi - Nora | Marcatori | 3: Figlioli 1: Felugo - Figari - D. Fiorentini - S. Luongo - Madaras |

| Arbitri: | L. Bianco Ercoli |

| |           |                                       |
| Aicardi - N. Gitto - S. Luongo: 3 Felugo - D. Fiorentini - F. Lapenna: 2 Figari - Figlioli - Fondelli - Giacoppo - Madaras: 1 | Marcatori | 2: Boyd 1: Abela - De Luciano - Zovko |

#### Girone di ritorno
| Arbitri: | Bensaia Daniele |

| |           |                                                              |
| Giacoppo - S. Luongo - Madaras: 3 Aicardi - Figlioli: 2 Felugo - Figari - A. Fondelli - N. Gitto: 1 | Marcatori | 2: D'Alessandro - Marziali 1: A. Caliogna - Mann - Temellini |

| Arbitri: | Pascucci Severo |

|                                    |           | |
| Bini - Español - Gobbi - Molina: 1 | Marcatori | 2: S. Luongo - Madaras - Mangiante 1: Aicardi - Felugo - Figari - Figlioli - D. Fiorentini - F. Lapenna |

| Arbitri: | Fusco Pinato |

|                                                                   |           |                          |
| Figlioli: 4 Madaras: 3 Aicardi: 2 Felugo - Giacoppo - N. Gitto: 1 | Marcatori | 1: A. Di Somma - Sekulić |

| Arbitri: | Caputi Lo Dico |

|                                                    |           |                                                       |
| Petković: 2 Danilović - Märcz - Scotti Galletta: 1 | Marcatori | 2: Felugo 1: Figari - Giacoppo - F. Lapenna - Madaras |

| Arbitri: | Petronilli Riccitelli |

|                                                                                  |           |                                                |
| Figlioli: 4 N. Gitto - Madaras: 3 Aicardi - Giacoppo - F. Lapenna - Mangiante: 1 | Marcatori | 3: Gallo 1: Baraldi - Renzuto - Saccoia - Tóth |

| Arbitri: | Ceccarelli Pinato |

|                                                       |           |                                                                                        |
| Rizzo: 3 Janović: 2 Alesiani - G. Bianco - Damonte: 1 | Marcatori | 3: S. Luongo - Madaras 2: Aicardi 1: D. Fiorentini - N. Gitto - F. Lapenna - Mangiante |

| Arbitri: | Calabrò De Chiara |

|                                                                                               |           |                                                               |
| F. Lapenna: 3 Felugo - Figlioli - S. Luongo: 2 Aicardi - A. Fondelli - Giacoppo - N. Gitto: 1 | Marcatori | 2: Vittorioso 1: Colosimo - Di Rocco - Gianni - N. Presciutti |

| Arbitri: | Paoletti Zappatore |

|                                               |           |                                                                        |
| Ercolano - Klikovac - M. Luongo: 2 Steardo: 1 | Marcatori | 4: Figlioli 2: D. Fiorentini 1: Figari - Giacoppo - N. Gitto - Madaras |

| Arbitri: | Castagnola Savarese |

| |           |                          |
| Aicardi - Giacoppo - Madaras: 3 Figari - Figlioli - A. Fondelli - S. Luongo: 2 G. Cotella - Felugo - N. Gitto - F. Lapenna - Mangiante: 1 | Marcatori | 3: Cupido 1: L. Fondelli |

| Arbitri: | Bianchi Riccitelli |

|                                                   |           |                             |
| Aicardi - Felugo - Figari - N. Gitto - Madaras: 1 | Marcatori | 2: Elez 1: Nora - Valentino |

| Arbitri: | Daniele Severo |

|                          |           |                                                                      |
| Di Luciano - Tringali: 1 | Marcatori | 4: Aicardi - Figlioli 1: Felugo - A. Fondelli - Giacoppo - S. Luongo |

#### Playoff - Quarti di finale
| Arbitri: | Riccitelli Centineo |

|                                                         |           | |
| Klikovac: 3 Astarita - Ercolano - Pagliara - Steardo: 1 | Marcatori | 6: Aicardi 5: Figlioli 2: F. Lapenna - S. Luongo 1: D. Fiorentini - A. Fondelli - N. Gitto - Madaras |

| Arbitri: | L. Bianco Pascucci |

|                                                                                     |           |                                    |
| Figlioli: 5 Figari: 3 Aicardi - Madaras: 2 D. Fiorentini - S. Luongo - Mangiante: 1 | Marcatori | 1: Ercolano - Klikovac - M. Luongo |

#### Playoff - Semifinali
| Arbitri: | Riccitelli Taccini |

|                                                                                                  |           |                                |
| Felugo - Figari: 3 Giacoppo - F. Lapenna: 2 Figlioli - D. Fiorentini - A. Fondelli - N. Gitto: 1 | Marcatori | 2: Pérez 1: Petković - Sadovyy |

| Arbitri: | Štampalija Savinović |

|                                             |           |                                                                                  |
| Di Costanzo: 4 Ferrone - Märcz - Sadovyy: 1 | Marcatori | 4: Giacoppo 2: Aicardi - Figlioli - Madaras 1: Felugo - D. Fiorentini - N. Gitto |

## Finali scudetto
- AN Brescia - Pro Recco

| Arbitri: | Bianchi Gomez |

|                                                                |           |                                             |
| Presciutti Valentino, Calcaterra, Mammarella, Nora, Fiorentini | Marcatori | Figlioli Felugo Madaras, Mangiante, Aicardi |

| Arbitri: | Peris Vlasic |

|                                                                              |           |             |
| Figari Felugo, Giacoppo Lapenna, Madaras, Mangiante, Luongo, Figlioli, Gitto | Marcatori | Elez Loncar |

### Coppa Italia
La Pro Recco ha esordito in Coppa Italia partendo dalla seconda fase a gironi, inquadrata nel gruppo C disputato in due giorni interamente a Savona.

#### Seconda fase
| Arbitri: | Fusco Rovida |

|                                     |           |                                                        |
| Pagani - F. Di Fulvio: 2 Español: 1 | Marcatori | 4: Giacoppo 3: Aicardi 1: Felugo - Madaras - Mangiante |

| Arbitri: | Rovida Taccini |

|                                                               |           |                                                           |
| Gambacorta - Märcz: 2 Petković - Sadovyy - Scotti Galletta: 1 | Marcatori | 2: Felugo - Giacoppo 1: Aicardi - D. Fiorentini - Madaras |

| Arbitri: | L. Bianco Taccini |

|                                                                     |           |                                                                     |
| Felugo - Figlioli: 3 Aicardi - Giacoppo: 2 Madaras - A. Fondelli: 1 | Marcatori | 3: Damonte 2: G. Bianco - Janović - Mistrangelo - Petrović 1: Rizzo |

#### Semifinale
| Arbitri: | Collantoni Paoletti |

|                                                                                       |           |                                                                    |
| R. Calcaterra - G. Fiorentini - Giorgi - Loncar - Nora - C. Presciutti - Valentino: 1 | Marcatori | 2: Aicardi - Felugo - Figlioli - Madaras 1: Figari - D. Fiorentini |

#### Finale
| Arbitri: | Bianchi Paoletti |

|                                                                    |           |                                                                            |
| Damonte - Deserti - Petrović: 2 Colombo - Janović - Mistrangelo: 1 | Marcatori | 3: Figlioli - Madaras 2: Aicardi - Figari 1: Felugo - Giacoppo - S. Luongo |

### Champions League
Pur essendo campione in carica, la Pro Recco ha rinunciato alla partecipazione alle coppe europee a causa di incomprensioni con la LEN.

## Statistiche

### Statistiche di squadra
Statistiche aggiornate al 7 maggio 2013.
| Competizione | Punti | In casa | In casa | In casa | In casa | In casa | In casa | In trasferta | In trasferta | In trasferta | In trasferta | In trasferta | In trasferta | Totale | Totale | Totale | Totale | Totale | Totale | DR   |
| Competizione | Punti | G       | V       | N       | P       | Gf      | Gs      | G            | V            | N            | P            | Gf           | Gs           | G      | V      | N      | P      | Gf     | Gs     | DR   |
| ------------ | ----- | ------- | ------- | ------- | ------- | ------- | ------- | ------------ | ------------ | ------------ | ------------ | ------------ | ------------ | ------ | ------ | ------ | ------ | ------ | ------ | ---- |
| Serie A1     | 60    | 11      | 10      | 0       | 1       | 144     | 70      | 11           | 10           | 0            | 1            | 135          | 69           | 22     | 20     | 0      | 2      | 279    | 139    | +140 |
| Playoff      | -     | 2       | 2       | 0       | 0       | 29      | 7       | 2            | 2            | 0            | 0            | 32           | 14           | 4      | 4      | 0      | 0      | 61     | 21     | +40  |
| Coppa Italia | -     | 0       | 0       | 0       | 0       | 0       | 0       | 5            | 3            | 2            | 0            | 52           | 40           | 5      | 3      | 2      | 0      | 52     | 40     | +12  |
| Totale       | -     | 13      | 12      | 0       | 1       | 173     | 77      | 18           | 15           | 2            | 1            | 219          | 123          | 31     | 27     | 2      | 2      | 392    | 200    | +192 |

### Statistiche giocatori
| Giocatore     | Serie A1 | Serie A1 | Coppa Italia | Coppa Italia | Totale | Totale |
| Giocatore     | Reti     | Rigori   | Reti         | Rigori       | Reti   | Rigori |
| ------------- | -------- | -------- | ------------ | ------------ | ------ | ------ |
| M. Aicardi    | 42       | ??       | 10           | ??           | 52     | ??     |
| G. Cotella    | 1        | ??       | 0            | 0            | 1      | ??     |
| M. Felugo     | 29       | ??       | 9            | ??           | 38     | ??     |
| N. Figari     | 22       | ??       | 3            | ??           | 25     | ??     |
| P. Figlioli   | 62       | ??       | 8            | ??           | 70     | ??     |
| D. Fiorentini | 18       | ??       | 2            | ??           | 20     | ??     |
| A. Fondelli   | 13       | ??       | 1            | ??           | 14     | ??     |
| M. Giacoppo   | 27       | ??       | 9            | ??           | 37     | ??     |
| N. Gitto      | 19       | ??       | 0            | 0            | 19     | ??     |
| F. Lapenna    | 25       | ??       | 0            | 0            | 25     | ??     |
| S. Luongo     | 30       | ??       | 1            | ??           | 31     | ??     |
| N. Madaras    | 42       | ??       | 8            | ??           | 50     | ??     |
| A. Mangiante  | 9        | ??       | 1            | ??           | 10     | ??     |
| G. Pastorino  | 0        | 0        | 0            | 0            | 0      | 0      |
| P. Squeri     | 1        | ??       | 0            | 0            | 1      | ??     |
| S. Tempesti   | 0        | 0        | 0            | 0            | 0      | 0      |